# Ornithoptera goliath
Ornithoptera goliath, también conocida como alas de pájaro Goliat, es una mariposa alas de pájaro que habita en Nueva Guinea. Es la segunda mariposa más grande del mundo, después de la alas de pájaro reina Alejandra.

## Etimología
Los nombres científico y vernáculo se otorgaron en base a Goliat, el gigante bíblico famoso por su combate con David, futuro rey de Israel. Los nombres de las subespecies atlas, titan y samson se refieren a otros gigantes: Atlas, Titán y Sansón, respectivamente.

## Descripción
Ornithoptera goliath presenta dimorfismo sexual.
Ornithoptera goliath tiene una envergadura de hasta 28 cm. Esto hace que sea la segunda mariposa más grande del mundo. Papilio antimachus tiene una envergadura casi igual de grande.
Macho: Las alas delanteras de la alas de pájaro Goliat son negras. El borde costal es verde y más allá de una barra negra mediana hay un gran triángulo verde que alcanza el dorso. La parte de abajo es de color amarillo verdoso. Las venas son negras y presenta un borde negro. Las celdas exteriores presentan puntos negros. 
Las alas traseras son doradas con los bordes negros. Estas dos áreas están separadas por una fina línea verde. Las celdas de la zona dorada presentan algunos puntos verdes. La parte de abajo es similar a la de arriba, pero no presenta el área negra. El borde del ala es de color verde. Los puntos en las celdas del área dorada son negros.
El abdomen es amarillo con tergitos con borde negro. La cabeza y el tórax son negros. La parte de abajo del tórax presenta mechones de pelo rojo.
Hembra: La hembra es más grande que el macho y es de color marrón oscuro. El borde exterior es una cadena de puntos blancos. En la celda discal hay una agrupación de puntos blanco, a veces con forma de "E". En las alas traseras hay una ancha banda de color amarillo con una cadena de puntos de color marrón oscuro. La parte de abajo es muy parecida a la parte de arriba, con los colores más fuertes.

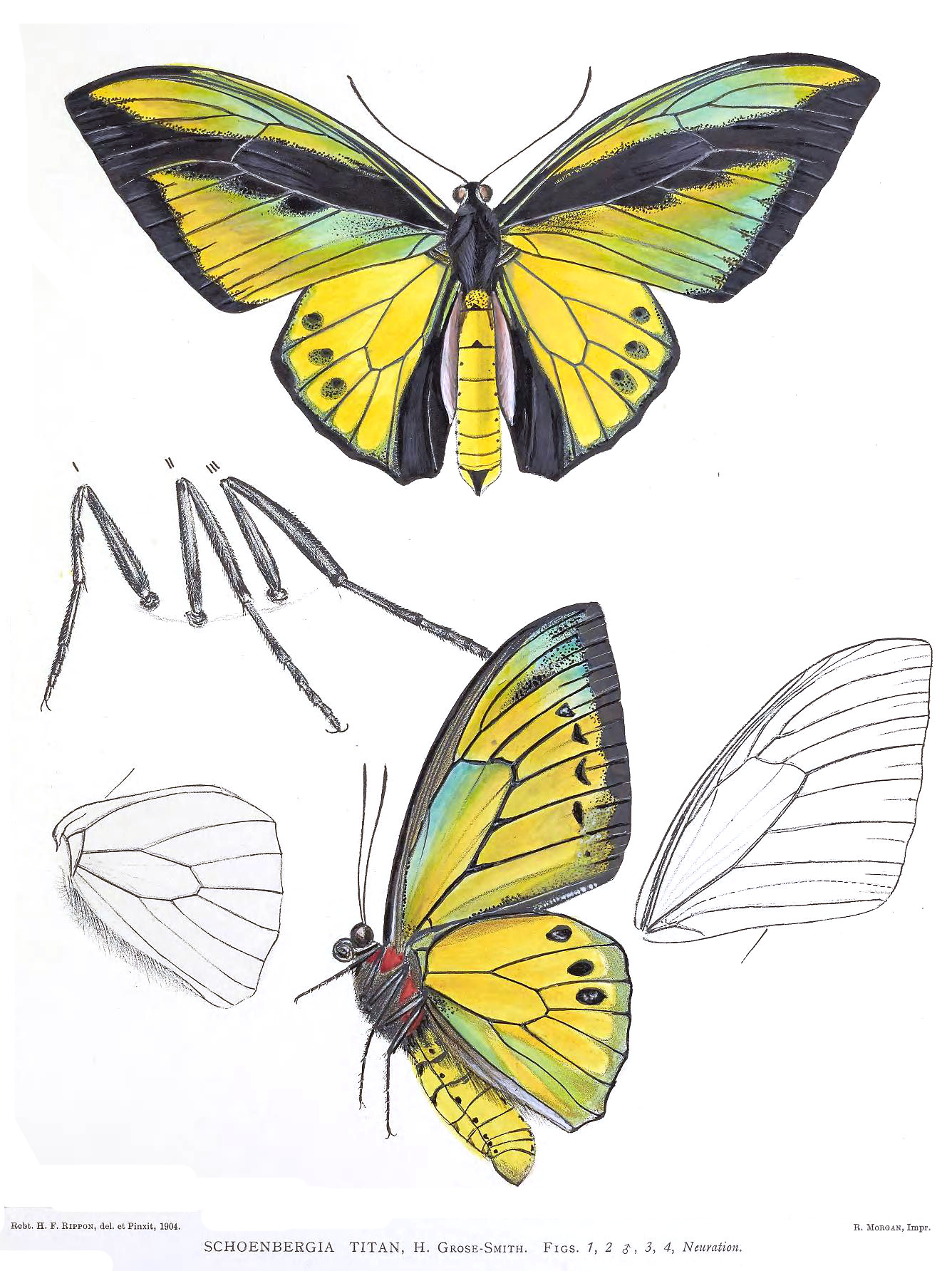
Ornithoptera goliath titan macho
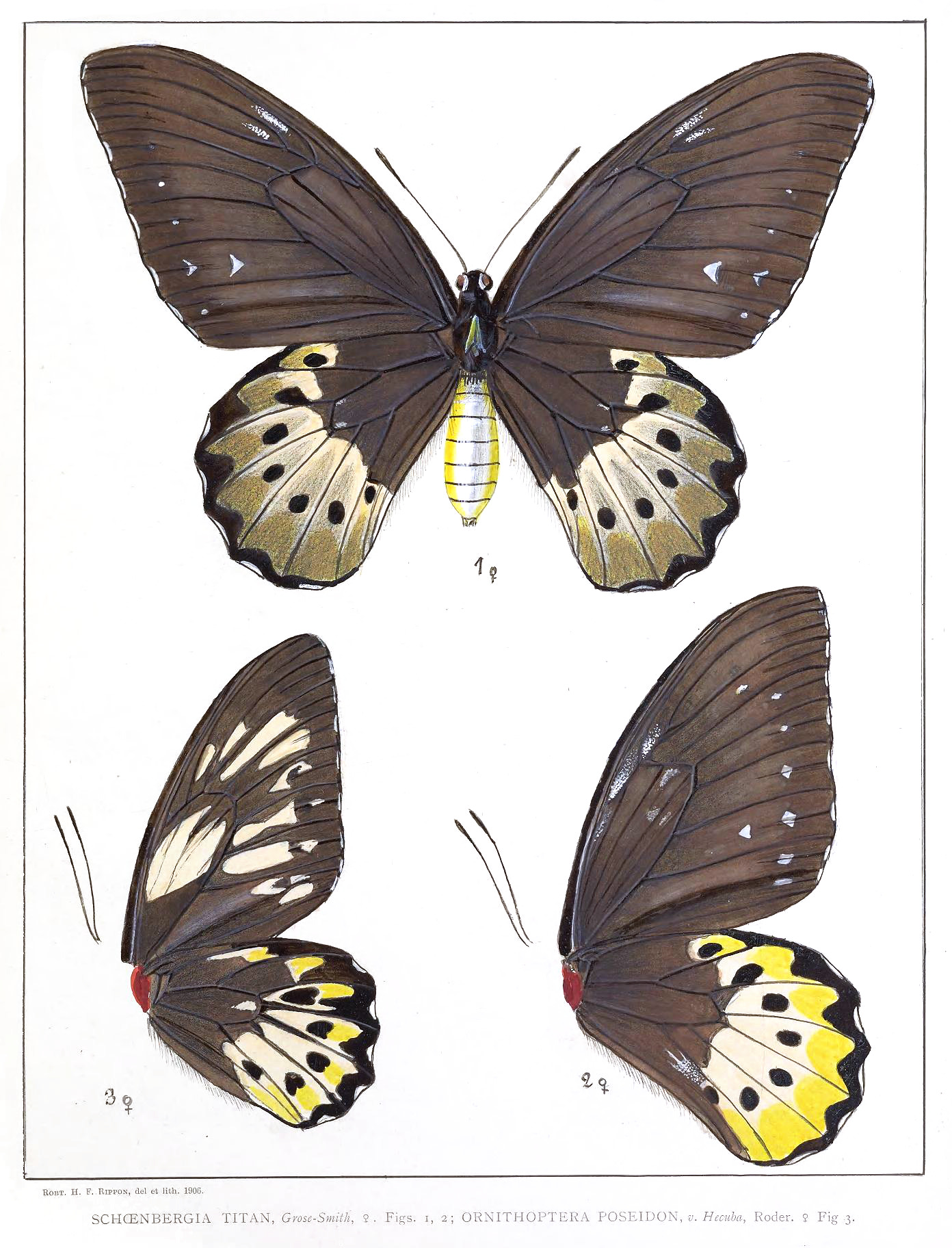
Ornithoptera goliath titan hembra

## Distribución
Ornithoptera goliath vive en las selvas tropicales de Nueva Guinea e islas menores adyacentes.

## Biología
La larva de Ornithoptera goliath es oligófaga: sólo se alimenta de dos especies de Aristolochia crassinervia y Aristolochia momandul. Pone hasta 20 huevos individualmente en pequeñas plantas.
La larva se alimenta de hojas jóvenes. A medida que crece empieza a alimentarse de otras hojas y, más tarde, de corteza de los tallos que pueden ser cortados. Puede comer la enredadera hasta la raíz.
Hace la pupación en la parte de abajo de una hoja de un arbusto cerca de los restos de la planta huésped.
Las mariposas adultas vuelan alrededor de la planta huésped alimentándose de las flores de los árboles del bosque, especialmente las de Spathodea campanulata durante la mañana. Los colores de la parte de abajo de los machos son crípticos, haciendo que no sean fácilmente visibles cuando permanecen quietos en las horas más cálidas del día. Cuando las hembras están quietas, lo hacen con las alas abiertas. El vuelo es pausado, pero controlado y poderoso. Los machos persiguen a las hembras largas distancias, se elevan por encima del dosel del bosque. Luego pliegan las alas y bajan al nivel de los árboles para emparejarse, aunque pueden sufrir daños en las alas traseras por las afiladas garras tarsales de las hembras. Los machos sufren un daño similar cuando son atacados por machos de Ornithoptera priamus.

## Subespecies
Se conocen cinco subespecies:
- Ornithoptera goliath atlas Rothschild, 1908 Papúa Occidental; península Onin.
- Ornithoptera goliath procus Rothschild, 1914 isla Ceram.
- Ornithoptera goliath samson Niepelt, 1913 Península de Doberai.
- Ornithoptera goliath supremus Röber, 1896
- Ornithoptera goliath ukihidei Hanafusa, 1994 Isla Apéndice.

Sinónimos:
- Ornithoptera goliath sorongensis Morita y Sugiyama, 1998, sinónimo de O. G. atlas.
- Ornithoptera goliath titan Grose-Smith, 1900, sinónimo de O. G. supremus.

## Galería

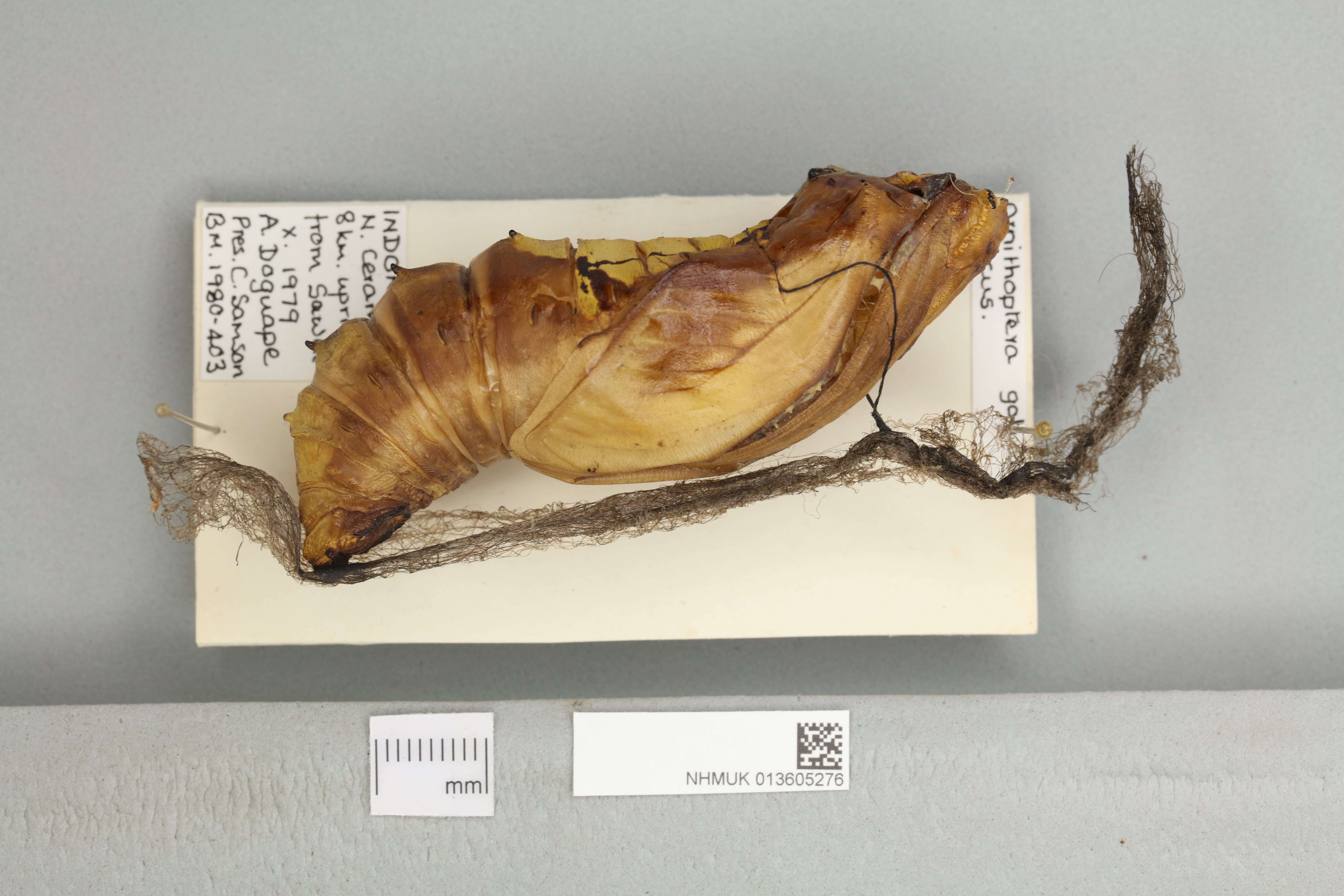
Pupa de Ornithoptera goliath procus, vista lateral
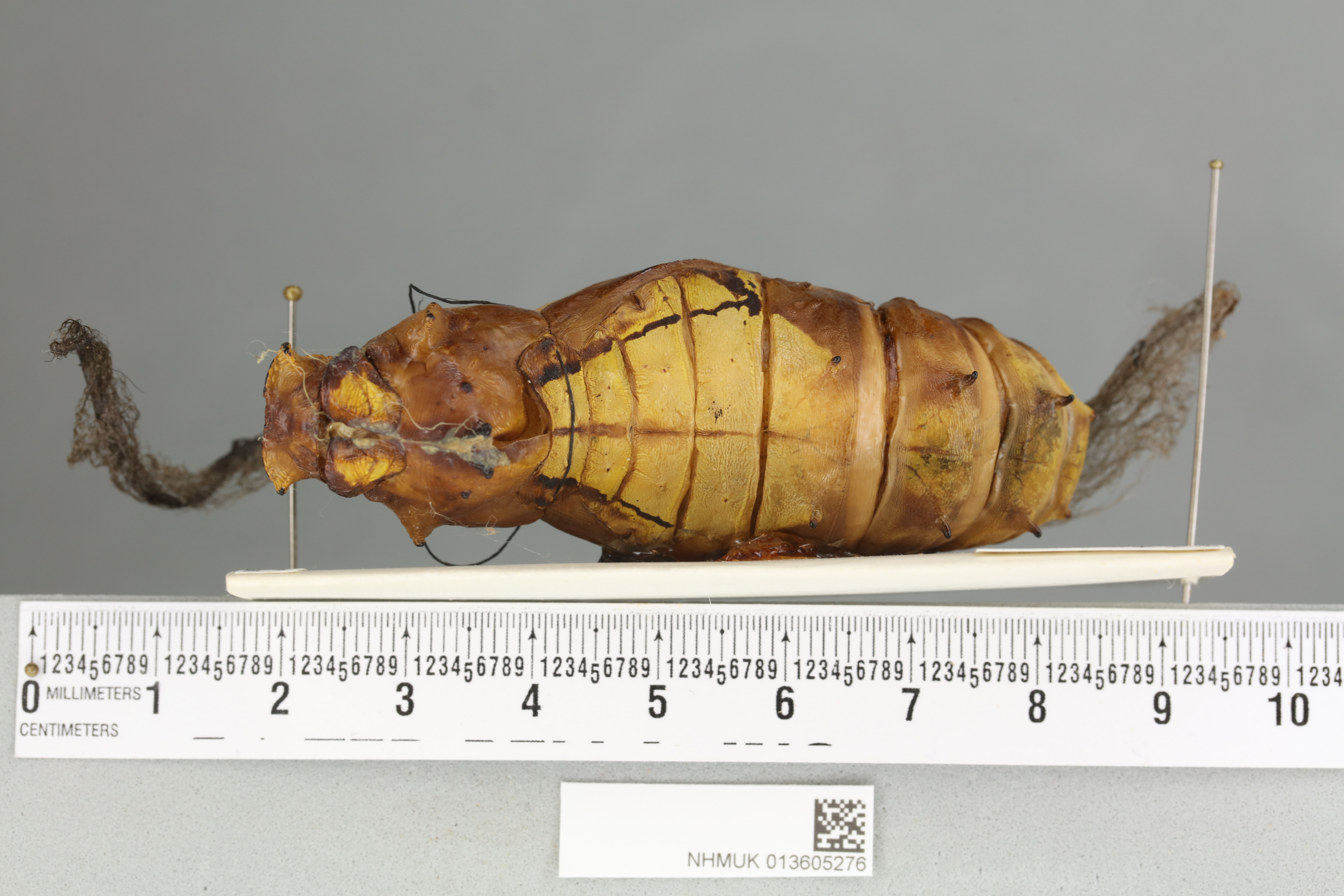
Pupa de Ornithoptera goliath procus, vista dorsal
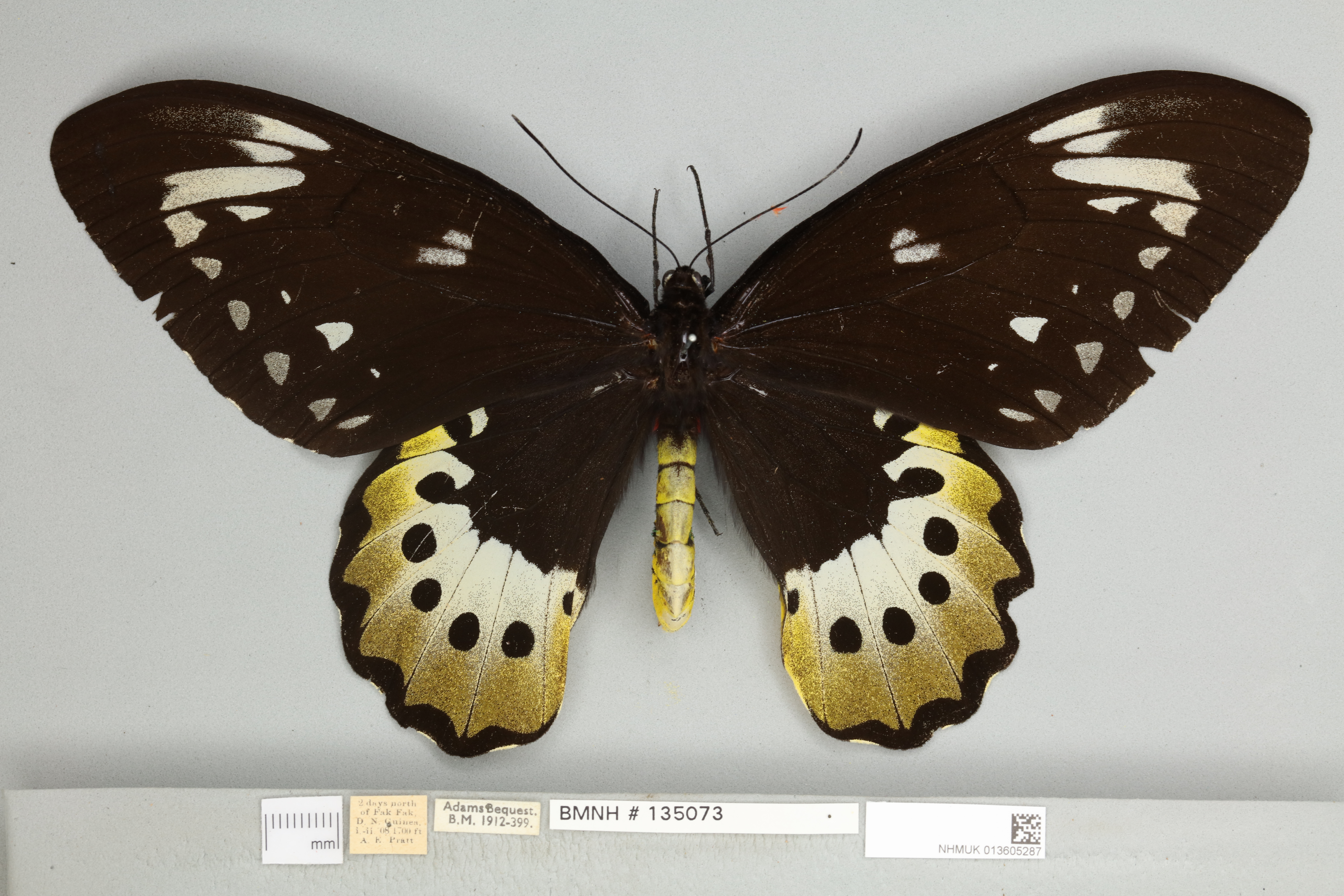
Ornithoptera goliath atlas hembra, vista dorsal
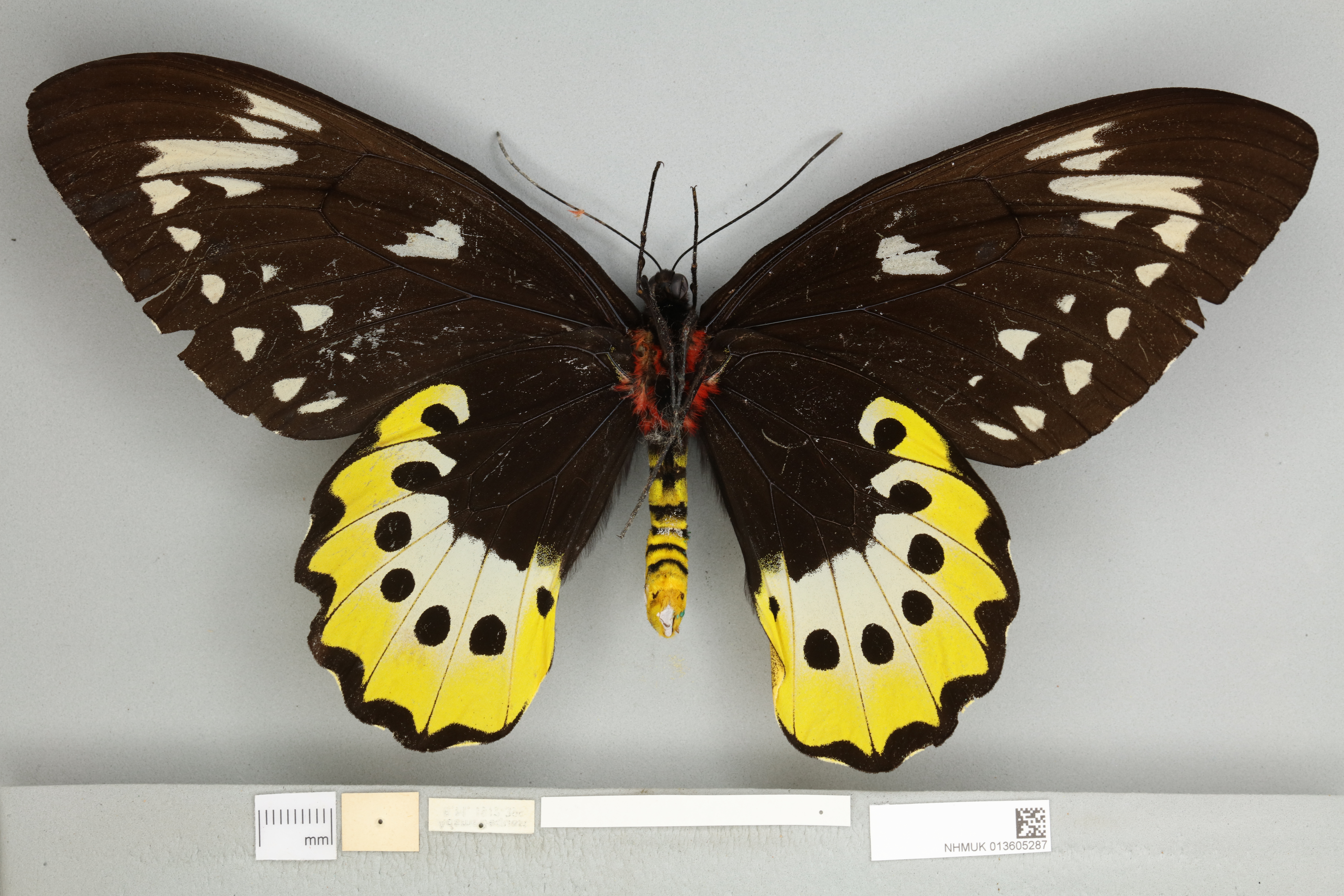
Ornithoptera goliath atlas hembra, vista ventral
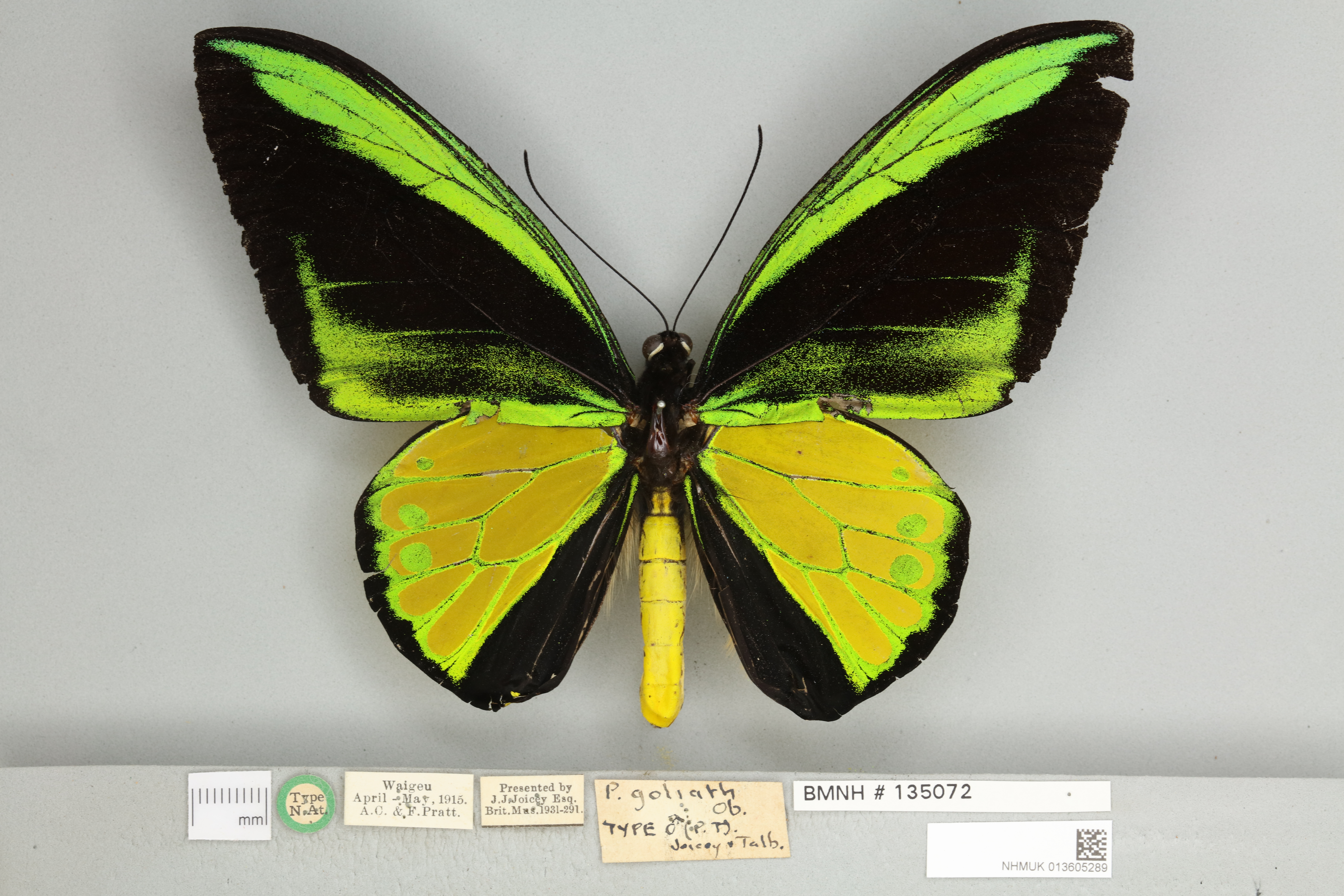
Ornithoptera goliath goliath macho, vista dorsal
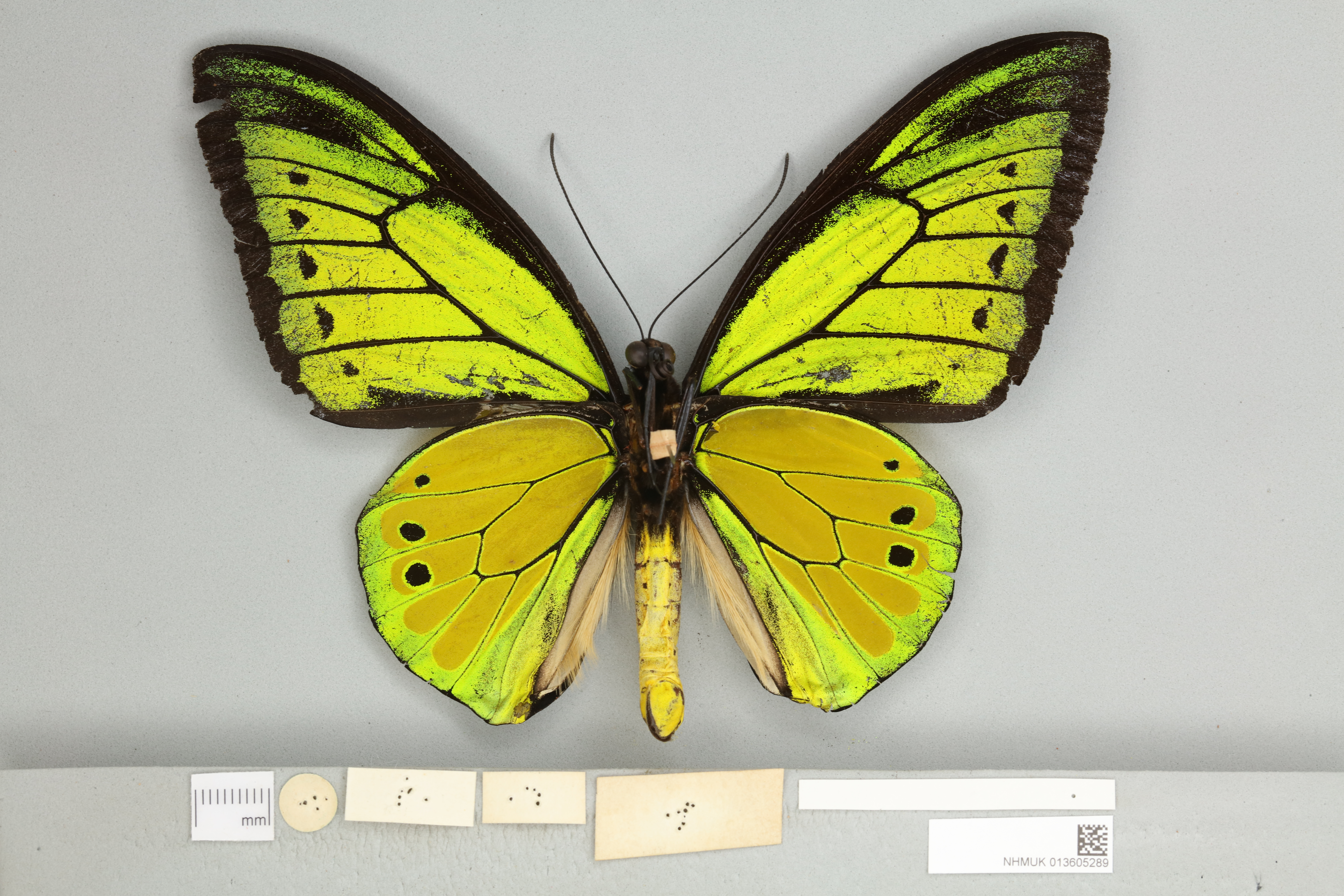
Ornithoptera goliath goliath macho, vista ventral